# Манган(II)-оксид
Манган(II) оксид је оксид мангана хемијске формуле MnO, где је оксидациони број мангана +2.

## Добијање
Може се добити на више начина:
- Редукцијом било ког другог оксида мангана, загревањем у струји водоника[1]:

{\displaystyle \mathrm {MnO_{2}+H_{2}\longrightarrow \;MnO+H_{2}O} }
- Шира производња се постиже редукцијом манган-диоксида са хидрогеном, угљен-моноксидом или метаном[2]:

{\displaystyle \mathrm {MnO_{2}+CO\longrightarrow \;MnO+CO_{2}} }
- Може се добити и загревањем карбоната[3], хидроксида или оксалата без присуства ваздуха:

{\displaystyle \mathrm {MnCO_{3}\longrightarrow \;MnO+CO_{2}} }

## Својства
Ово је зелена супстанца која се не раствара у води. Базан је оксид, јер реагује са киселинама дајући соли двовалентног мангана. На ваздуху се брзо оксидује.